# Alfred Verdross
Alfred Verdross (Innsbruck, 22 de fevereiro de 1890 - Innsbruck, 27 de abril de 1980) foi um jurista austríaco.
Nascido na então Áustria-Hungria, Verdross concluiu seu doutorado em direito em 1913, na Universidade de Viena. Recrutado pelo Ministério do Exterior da Áustria, serviu em Berlim e, posteriormente, como consultor jurídico daquela pasta. Em 1924 Verdross tornou-se professor de direito em Viena, responsável pelo ensino das disciplinas de direito internacional, filosofia do direito e direito internacional privado. Entre 1926 e 1929, serviu como membro alterno da Corte Constitucional austríaca.
Em 1957, foi indicado membro da Corte Permanente de Arbitragem, na Haia; em 1958, para a Corte Européia de Direitos Humanos, em Estrasburgo. Foi professor da Academia da Haia de Direito Internacional e membro do Institut de Droit International e da Comissão de Direito Internacional das Nações Unidas.
Verdross presidiu a Conferência de Viena sobre Relações Diplomáticas, de 1961, que deu origem à Convenção de Viena sobre Relações Diplomáticas.